# Don Cowie (żeglarz)
Donald John „Don” Cowie (ur. 5 stycznia 1962 w Palmerston North), nowozelandzki żeglarz sportowy. Srebrny medalista olimpijski z Barcelony.
Brał udział w trzech igrzyskach (IO 92, IO 96, IO 2000). W 1992 zajął drugie miejsce w klasie Star, a partnerował mu Rod Davis.